# Adenomero
L'adenomero è un'unità secernente di una ghiandola, sia essa endocrina o esocrina, ed è formato da cellule che elaborano il prodotto di secrezione della ghiandola. Nelle ghiandole esocrine (e nella tiroide) è una struttura a cavità centrale, nella quale si riversa il secreto delle cellule che compongono l'adenomero, direttamente collegata con il dotto escretore. Può assumere più forme:
- Tubulare, come ad esempio nelle ghiandole sudoripare;
- Alveolare nelle ghiandole mammarie;
- Acinoso nelle ghiandole sebacee e nel pancreas.